# كاثرين بليك
كاثرين بليك (بالإنجليزية: Katharine Blake)‏ هي مغنية وكاتبة غنائية بريطانية، ولدت في 1970.

## وصلات خارجية
- كاثرين بليك على موقع IMDb (الإنجليزية)
- كاثرين بليك على موقع ميوزك برينز (الإنجليزية)
- كاثرين بليك على موقع أول ميوزيك (الإنجليزية)
- كاثرين بليك على موقع ديسكوغز (الإنجليزية)